# Óscar Míguez
Óscar Omar Miguez Antón (Montevideo, 1927. december 5. – Montevideo, 2006. augusztus 19.) világbajnok uruguayi labdarúgó, csatár.

## Pályafutása

### Klubcsapatban
1947-ben a Sud América, 1948 és 1959 között a Peñarol, 1960-ban a perui Sporting Cristal, 1961-ben a Rampla Juniors, 1962-ben a Colón labdarúgója volt. A Peñarol együttesével hat bajnoki címet szerzett.

### A válogatottban
1950 és 1958 között 39 alkalommal szerepelt az uruguayi válogatottban és 27 gólt szerzett. Az 1950-es brazíliai világbajnokságon aranyérmes, 1954-es svájcin negyedik lett a válogatott csapattal. Tagja volt az 1956-os hazai rendezésű Copa Américán aranyérmet szerző csapatnak.

## Sikerei, díjai
Uruguay
- Világbajnokság
  - aranyérmes: 1950, Brazília
- Copa América
  - aranyérmes: 1956, Uruguay

 Peñarol
- Uruguayi bajnokság
  - bajnok (6): 1949, 1951, 1953, 1954, 1958, 1959